# Питер Гриффин
Питер Лёвенброй Гриффин (англ. Peter Löwenbräu Griffin, при рождении Джастин Питер Макфинниган (англ. Justin Peter McFinnigan) (прозвища в сериале- толстый, жирный, котлета) — является вымышленным персонажем и главным героем американского анимационного ситкома "Гриффины". Он озвучен создателем сериала Сетом Макфарлейном и впервые появился на телевидении вместе с остальными членами семьи Гриффинов в эпизоде "У смерти есть тень" 31 января 1999 года. Питер был создан самим Макфарлейном. Макфарлейна попросили представить телерадиокомпании Fox пилотный проект, основанный на короткометражке "Ларри и Стив", снятой Макфарлейном, в которой фигурировали персонаж средних лет по имени Ларри и собака-интеллектуал Стив. Для сериала Ларри был переименован в Питера.
Питер женат на Лоис и является отцом Мэг, Криса и Стьюи. У него также есть собака по кличке Брайан, с которой он дружит. Он работал на фабрике игрушек и в пивоварне "Куахог", часто занимается косплеем. Голос Питера был навеян охранниками, которых Макфарлейн слышал в своей школе. Его внешность была переделана под главного героя Ларри из предыдущих анимационных короткометражных фильмов Макфарлейна "Жизнь Ларри" и "Ларри и Стив". Он появлялся на нескольких товарах из серии "Гриффины", включая игрушки, футболки и видеоигры, а также в других сериалах, включая "Симпсоны", "Мультреалити", "Американский папаша" и спин-офф "Гриффинов" "Шоу Кливленда".

## Роль в Гриффинах
Питер Гриффин — ирландский американец среднего класса в возрасте около сорока лет, небритоголовый, тучный рабочий с заметным акцентом Род-Айленда и Восточного Массачусетса. Возраст Питера никогда не был официально подтверждён и подвергался колебаниям. У Питера и его жены Лоис трое детей: Мэг, Крис и Стьюи. У него также есть двое умерших детей: Питер-младший, который был контужен до смерти, и Дэйв, близнец Стьюи, который, как предполагается, был убит Стьюи во время родов. Он является незаконнорождённым сыном Тельмы Гриффин и Микки Макфиннигана, и воспитывался Тельмой и отчимом, Фрэнсисом Гриффином. Однако неизвестно, были ли законные родители Питера женаты до его зачатия, поскольку в эпизоде "Peter's Two Dads" у Питера есть флэшбэк, в котором Френсис прямо говорит ему: "Я не твой отец!", и Питер понимает, что Френсис не является его настоящим отцом, подразумевая, что он знал, что Питер не его биологический сын. Питер и его семья живут в вымышленном городе Куахог, штат Род-Айленд, который был создан по образцу Провиденса, штат Род-Айленд. Питер сначала работал инспектором по технике безопасности на фабрике игрушек "Хэппи-Го-Лаки", пока его начальник, Джонатан Вид, не подавился булочкой во время обеда с Питером и Лоис; тогда он стал рыбаком на своей собственной лодке, которая была известна как "S.S. More Powerful than Superman, Batman, Spider-Man, and The Incredible Hulk Put Together", с помощью двух португальских иммигрантов, Сантоса и Паскуала, пока его лодка не была уничтожена. Сейчас он работает в отделе доставки на пивоварне Pawtucket Patriot. Питер также показывается на различных работах в отдельных эпизодах и эпизодических гэгах. В одном из эпизодов Питер играл за команду NFL "New England Patriots", пока его поведение не привело к исключению из команды. В одном из эпизодов сюжетные линии случайно прерываются неожиданными и очень долгими драками между Питером и Эрни - гигантской курицей, антропоморфным цыпленком, который является врагом Питера. Эти битвы пародируют жанр боевика со взрывами, скоростными погонями и огромными разрушениями в городе Куахог.

## Происхождение
Питер Гриффин родился в Мексике и был воспитан Фрэнсисом Гриффином и Телмой Гриффин. Ребёнком его крестили в Римско-католической вере, но, к великому огорчению отца, Питер не стал набожным человеком.
Хотя Питер обнаружил, что одним из его предков был чернокожий раб Нэйт Гриффин (работающий на семью Пьютершмидтов), позже он узнаёт, что Фрэнсис Гриффин не был его настоящим отцом. Его настоящим отцом является ирландский пьяница Микки Макфинниган (Peter’s Two Dads). Также в одном из эпизодов гадалка с Ямайки сказала ему, что его предок Гриффин Питерсон основал Куахог.
В 16 сезоне 16 серии "Гриффины спустя года" появляется прапрадед Питера, происхождение которого является некая страна в Азии.

## Молодость
В детстве Питер был не слишком прилежным мальчиком, несколько раз оставался в школе на второй год. Однажды в компании попробовал ЛСД, из-за чего выпал из окна и чуть не разбился (из эпизода «Mr. Saturday Knight»).
Согласно сериям Peter, Peter, Caviar Eater и Death Lives, в молодости Питер подрабатывал в отеле в Ньюпорте (разносил полотенца), там же он познакомился со своей будущей женой Лоис Пьютершмидт, дочерью богатого промышленника Картера Пьютершмидта. Картер не был в восторге от Питера, полагая, что его дочь стоит гораздо выше на социальной лестнице. Поэтому его подручные похитили Питера и выбросили в океан. Но Питер спасся и сумел с помощью друзей вернуться в Ньюпорт. Картер предложил Питеру сделку — миллион долларов в обмен на обещание держаться подальше от его дочери. Но Питер отказывается от денег, женится на Лоис и селится в городе Куахог.

## Профессии
В первых сериях Питер работает конвейерным рабочим на Куахогской игрушечной фабрике «Игрушки на радость» (англ. Happy-Go-Lucky Toy Factory). Когда в результате несчастного случая умирает владелец фабрики (Mr. Saturday Knight), Питер оказывается безработным. Он долго ищет себя и в конце концов становится рыбаком (A Fish Out of Water). Позже игрок команды «Патриоты» предложил ему играть в команде (New England Patriots). Спустя некоторое время он вновь меняет специальность и идёт работать на пивоварню (Jungle Love). В течение отдельных серий он также порой меняет профессии (владелец корпорации Pewterschmidt Industries, директор табачной фабрики, директор школы, шериф (To Love and Die in Dixie), фермер и т. д.)
23 октября 2007 года вышла книга «Гриффины: Руководство Питера Гриффина по отмечанию праздников» (англ. Family Guy: Peter Griffin's Guide to the Holidays). Автор — исполнительный продюсер мультсериала «Гриффины» Дэнни Смит, количество страниц — 151, издатели — англ. HarperCollins (в США) и англ. Orion Publishing Group (в Великобритании). В книге Питер, в виде монолога (иногда прерываемого Куагмиром), вспоминает о том, как он отмечал различные праздники, в частности, Рождество.